# Wishaw
Wishaw är en ort i Storbritannien. Den ligger i kommunen North Lanarkshire och riksdelen Skottland, i den centrala delen av landet, 500 km nordväst om huvudstaden London. Wishaw ligger 138 meter över havet och antalet invånare är 27 627.
Terrängen runt Wishaw är huvudsakligen platt, men västerut är den kuperad. Terrängen runt Wishaw sluttar västerut. Runt Wishaw är det tätbefolkat, med 266 invånare per kvadratkilometer. Närmaste större samhälle är East Kilbride, 16,2 km väster om Wishaw. Trakten runt Wishaw består i huvudsak av gräsmarker.